# Gunsbach
Gunsbach (Duits: Günsbach) is een gemeente in de Elzas in de Franse regio Grand Est. De gemeente telde 864 inwoners op 1 januari 2022.

## Geschiedenis
De beroemde arts en Nobelprijswinnaar Albert Schweitzer groeide in deze gemeente op. Het woonhuis is sinds 1967 een aan hem gewijd museum. Gunsbach is tevens de zetel van de internationale Albert Schweitzer-stichting.
De gemeente maakte tot 2015 deel uit van het arrondissement Colmar en kanton Munster. Op 1 januari van dat jaar fuseerde het arrondissement met het arrondissement Ribeauvillé tot het arrondissement Colmar-Ribeauvillé. Toen het kanton op 22 maart 2015 werd opgeheven werd Gunsbach opgenomen in het kanton Wintzenheim.
Op 1 januari 2021 werden de departmenten Bas-Rhin en Haut-Rhin bestuurlijk samengevoegd tot de Collectivité européenne d'Alsace. Het departement Haut-Rhin, waartoe Gunsbach behoort, behield alleen de electorale functie.

## Geografie
De oppervlakte van Gunsbach bedraagt 6,18 vierkante kilometer; Op 1 januari 2022 was de bevolkingsdichtheid 139,8 inwoners per km².
De onderstaande kaart toont de ligging van Gunsbach met de belangrijkste infrastructuur en aangrenzende gemeenten.

## Demografie
Onderstaande figuur toont het verloop van het inwonertal.